# Chauddagram

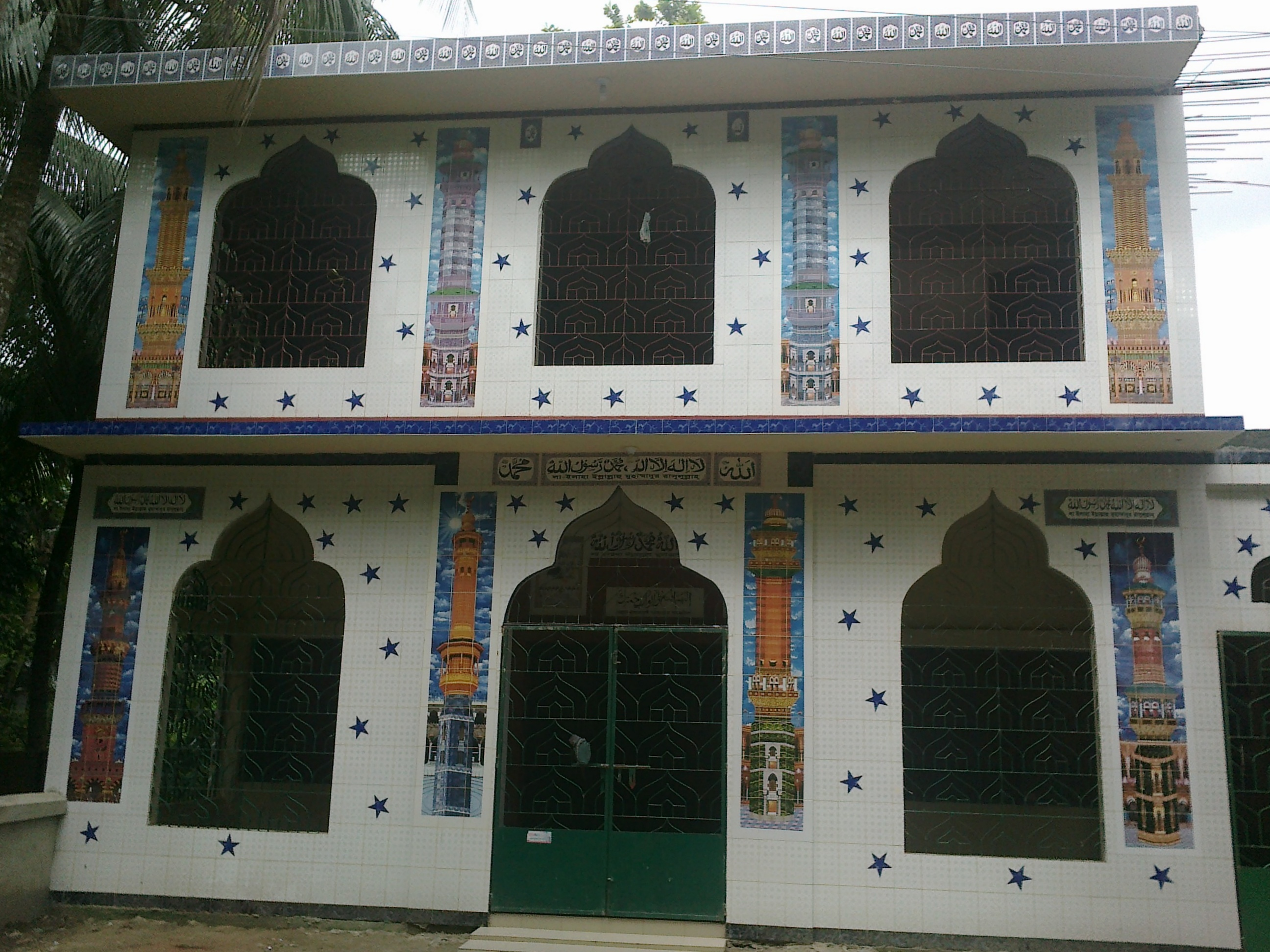

Chauddagram (en bengali : চৌদ্দগ্রাম) est une upazila du Bangladesh dans le district de Comilla. En 1991, on y dénombrait 332 055 habitants.